# Сан-Кристобаль (вулкан)
 Сан-Кристобаль (исп. San Cristóbal) — молодой стратовулкан. Находится в Центральной Америке на территории Никарагуа, в 110 километрах к северо-западу от Манагуа, вблизи гондурасской границы.
Это высочайший и один из наиболее активных вулканов Никарагуа. Высота вершины — 1745 м, размеры кратера — 500×600 м. Имеет 5 центров активности.